# Felice Galazzi
Felice Galazzi (Busto Arsizio, 7 agosto 1882 – Busto Arsizio, 1º settembre 1949) è stato un ciclista su strada italiano.
Corse negli anni eroici del ciclismo, vincendo la Coppa del Re nel 1906.

## Carriera
Raccolse risultati di rilievo nella Coppa del Re, importante corsa di inizio secolo, che vinse nel 1906 e dove fu secondo nel 1903 dietro Giovanni Gerbi e terzo nel 1907. Sempre nel 1907 fu secondo ai Campionati italiani dietro Giovanni Cuniolo e terzo nella Corsa Nazionale e quarto nel Giro di Lombardia.

## Palmarès
- 1906

Coppa del Re

## Piazzamenti

### Classiche monumento
- Giro di Lombardia

1907: 4º